# John Dundas (oficial da RAF)
John Charles Dundas, DFC & Bar (19 de agosto de 1915 - 28 de novembro de 1940) foi um piloto de caça da Royal Air Force e ás da aviação da Segunda Guerra Mundial, creditado com 12 vitórias.
Dundas foi promovido ao posto de oficial voador em janeiro de 1940. O Esquadrão 609 foi posicionado na costa sul da Inglaterra em maio de 1940 e fazia parte das operações do RAF Fighter Command para fornecer cobertura aérea para a Marinha Real e navios civis que participavam da evacuação de Dunquerque.
Em 30 de maio, ele voou em sua primeira patrulha. No dia seguinte, seu esquadrão foi colocado em prontidão por 30 minutos na RAF North Weald a partir das 12h30. Às 14h, seu esquadrão decolou, rumo a Dunquerque a 20.000 pés (6.100 m) e enfrentou o inimigo pela primeira vez. Na patrulha seguinte, voando L1096, Dundas enfrentou uma formação de bombardeiros alemães e destruiu um Heinkel He 111 e um Dornier Do 17. Dundas não marcou novamente durante a Batalha da França.
Em 11 de junho, Dundas voou em um dos nove Spitfires que escoltaram um avião voando Winston Churchill para a França, em uma missão para tentar convencer os franceses a continuar lutando.